# Jean-Jacques Boissard
Jean-Jacques Boissard (Besançon, 1528 – Metz, 30 ottobre 1602) è stato un antiquario, poeta e storico francese, autore di poesie neolatine.

## Biografia
Jean-Jacques Boissard nacque a Besançon nel 1528. Venuto da giovane in Italia fu qui preso da un'ardente passione per le antichità e si diede a disegnare in gran numero iscrizioni e monumenti di Roma e dei dintorni, mettendo insieme allo stesso tempo anche una raccolta di oggetti antichi.
Dall'Italia volle recarsi in Grecia, ma dovette interrompere il viaggio, e ritornò quindi a Roma. Quando decise di rientrare in Francia, avendo nel frattempo abbracciato la religione protestante, fu costretto a stabilirsi a Metz: la collezione di antichità, che aveva lasciato ad una sua sorella a Montbéliard, fu depredata dai Lorenesi, quando questi devastarono la Franca Contea. Morì a Metz il 30 ottobre 1602.
Le sue opere, sia le molte poetiche variamente giudicate nel loro valore, sia le antiquarie, sono tutte in latino: le prime sono state ripubblicate nelle Deliciae poëtarum Gallorum; delle seconde la più notevole è quella che riguarda le antichità e la topografia dì Roma: Romanae urbis topographie et antiquitatum.... partes sex. Quest'ultima fu pubblicata la prima volta a Francoforte fra il 1597 e il 1602, ed è formata da 6 tomi in 3 volumi in-folio, con numerose illustrazioni. Tale edizione è ora divenuta molto rara; la seconda, assai inferiore per bellezza, è del 1627.

## Opere
Fornì testi e disegni per libri di Robert Boissard, Theodor de Bry, Jacques Granthomme e Alexandre Vallée.
Le sue opere maggiori sono:
- Poemata (1574)
- Emblemata (1584)
- Icones Virorum Illustrium (1597)
- Vitae et Icones Sultanorum Turcicorum, etc. (1597)
- Theatrum Vitae Humanae (1596)
- Romanae urbis topographia et antiquitates (1597–1602)
- De Divinatione et Magicis Praestigiis (1605)
- Habitus Variarum Orbis Gentium (1581), ornamented with seventy illuminated figures.[1]